# Amstel Gold Race
Amstel Gold Race (slovensko: Dirka Amstel Gold; tudi AGR, Limburgs Mooiste, Limburška lepotica in Amstel Gold Raas) je spomladanska enodnevna kolesarska klasika, ki poteka v nizozemski provinci Limburg in jo prirerajo od leta 1966. To je najpomembnejša in najprestižnejša nizozemska dirka.
Dirka poteka zmeraj na prvo aprilsko nedeljo takoj po spomeniku Pariz–Roubaix. Velja za prvo izmed treh ardenskih klasik, kamor spadata še Valonska puščica in za konec še Liège–Bastogne–Liège.

## Zgodovina
Vse od začetka dirke leta 1966 je nizozemska pivovarna Amstel glavni pokrovitelj tekmovanja..
Od leta 1989 je del elitnega koledarja dirk svetovne serije UCI kot so UCI Road World Cup (1989–2004), UCI ProTour (2005–2010), UCI World Ranking (2009–2010) in od leta 2011 naprej je del UCI World Tour, trenutno kot edina nizozemska enodnevna ali večetapna dirka svetovne serije.
Tradicionalno pomeni prelomnico v kolesarskem koledarju pomladanskih enodnevnih flamskih kockastih klasik v začetek ardenskih klasik in zaključek pomladanske sezone z spomenikom LBL. 
Nizozemski kolesar Jan Raas je najuspešnejši kolesar v zgodovini dirke s petimi zmagami, Tadej Pogačar je kot prvi slovenski kolesar zmagal leta 2023. 

## Zmagovalci
| Leto | Zmagovalec                                          | Drugouvrščeni                                       | Tretjeuvrščeni                                      |
| ---- | --------------------------------------------------- | --------------------------------------------------- | --------------------------------------------------- |
| 1966 | Jean Stablinski                                     | Bernard Van De Kerckhove                            | Jan Hugens                                          |
| 1967 | Arie den Hartog                                     | Cees Lute                                           | Harry Steevens                                      |
| 1968 | Harry Steevens                                      | Roger Rosiers                                       | Daniel Van Rijckeghem                               |
| 1969 | Guido Reybrouck                                     | Jozef Huysmans                                      | Eddy Merckx                                         |
| 1970 | Georges Pintens                                     | Willy Vanneste                                      | André Dierickx                                      |
| 1971 | Frans Verbeeck                                      | Gerben Karstens                                     | Roger Rosiers                                       |
| 1972 | Walter Planckaert                                   | Willy De Geest                                      | Joop Zoetemelk                                      |
| 1973 | Eddy Merckx                                         | Frans Verbeeck                                      | Herman Van Springel                                 |
| 1974 | Gerrie Knetemann                                    | Walter Planckaert                                   | Walter Godefroot                                    |
| 1975 | Eddy Merckx                                         | Freddy Maertens                                     | Joseph Bruyère                                      |
| 1976 | Freddy Maertens                                     | Jan Raas                                            | Luc Leman                                           |
| 1977 | Jan Raas                                            | Gerrie Knetemann                                    | Hennie Kuiper                                       |
| 1978 | Jan Raas                                            | Francesco Moser                                     | Joop Zoetemelk                                      |
| 1979 | Jan Raas                                            | Henk Lubberding                                     | Sven-Åke Nilsson                                    |
| 1980 | Jan Raas                                            | Fons de Wolf                                        | Sean Kelly                                          |
| 1981 | Bernard Hinault                                     | Roger De Vlaeminck                                  | Fons De Wolf                                        |
| 1982 | Jan Raas                                            | Stephen Roche                                       | Gregor Braun                                        |
| 1983 | Phil Anderson                                       | Jan Bogaert                                         | Jan Raas                                            |
| 1984 | Jacques Hanegraaf                                   | Kim Andersen                                        | Patrick Versluys                                    |
| 1985 | Gerrie Knetemann                                    | Jozef Lieckens                                      | Johnny Broers                                       |
| 1986 | Steven Rooks                                        | Joop Zoetemelk                                      | Ronny Van Holen                                     |
| 1987 | Joop Zoetemelk                                      | Steven Rooks                                        | Malcolm Elliott                                     |
| 1988 | Jelle Nijdam                                        | Steven Rooks                                        | Claude Criquielion                                  |
| 1989 | Eric Van Lancker                                    | Claude Criquielion                                  | Steve Bauer                                         |
| 1990 | Adrie van der Poel                                  | Luc Roosen                                          | Jelle Nijdam                                        |
| 1991 | Frans Maassen                                       | Maurizio Fondriest                                  | Dirk De Wolf                                        |
| 1992 | Olaf Ludwig                                         | Johan Museeuw                                       | Dimitrij Konišev                                    |
| 1993 | Rolf Järmann                                        | Gianni Bugno                                        | Jens Heppner                                        |
| 1994 | Johan Museeuw                                       | Bruno Cenghialta                                    | Marco Saligari                                      |
| 1995 | Mauro Gianetti                                      | Davide Cassani                                      | Beat Zberg                                          |
| 1996 | Stefano Zanini                                      | Mauro Bettin                                        | Johan Museeuw                                       |
| 1997 | Bjarne Riis                                         | Andrea Tafi                                         | Beat Zberg                                          |
| 1998 | Rolf Järmann                                        | Maarten den Bakker                                  | Michele Bartoli                                     |
| 1999 | Michael Boogerd                                     | Lance Armstrong                                     | Gabriele Missaglia                                  |
| 2000 | Erik Zabel                                          | Michael Boogerd                                     | Markus Zberg                                        |
| 2001 | Erik Dekker                                         | Lance Armstrong                                     | Serge Baguet                                        |
| 2002 | Michele Bartoli                                     | Sergej Ivanov                                       | Michael Boogerd                                     |
| 2003 | Aleksander Vinokurov                                | Michael Boogerd                                     | Danilo Di Luca                                      |
| 2004 | Davide Rebellin                                     | Michael Boogerd                                     | Paolo Bettini                                       |
| 2005 | Danilo Di Luca                                      | Michael Boogerd                                     | Mirko Celestino                                     |
| 2006 | Fränk Schleck                                       | Steffen Wesemann                                    | Michael Boogerd                                     |
| 2007 | Stefan Schumacher                                   | Davide Rebellin                                     | Danilo Di Luca                                      |
| 2008 | Damiano Cunego                                      | Fränk Schleck                                       | Alejandro Valverde                                  |
| 2009 | Sergej Ivanov                                       | Karsten Kroon                                       | Robert Gesink                                       |
| 2010 | Philippe Gilbert                                    | Ryder Hesjedal                                      | Enrico Gasparotto                                   |
| 2011 | Philippe Gilbert                                    | Joaquim Rodríguez                                   | Simon Gerrans                                       |
| 2012 | Enrico Gasparotto                                   | Jelle Vanendert                                     | Peter Sagan                                         |
| 2013 | Roman Kreuziger                                     | Alejandro Valverde                                  | Simon Gerrans                                       |
| 2014 | Philippe Gilbert                                    | Jelle Vanendert                                     | Simon Gerrans                                       |
| 2015 | Michał Kwiatkowski                                  | Alejandro Valverde                                  | Michael Matthews                                    |
| 2016 | Enrico Gasparotto                                   | Michael Valgren                                     | Sonny Colbrelli                                     |
| 2017 | Philippe Gilbert                                    | Michał Kwiatkowski                                  | Michael Albasini                                    |
| 2018 | Michael Valgren                                     | Roman Kreuziger                                     | Enrico Gasparotto                                   |
| 2019 | Mathieu van der Poel                                | Simon Clarke                                        | Jakob Fuglsang                                      |
| 2020 | odpoved zaradi Pandemije koronavirusne bolezni 2019 | odpoved zaradi Pandemije koronavirusne bolezni 2019 | odpoved zaradi Pandemije koronavirusne bolezni 2019 |
| 2021 | Wout van Aert                                       | Tom Pidcock                                         | Max Schachmann                                      |
| 2022 | Michał Kwiatkowski                                  | Benoît Cosnefroy                                    | Tiesj Benoot                                        |
| 2023 | Tadej Pogačar                                       | Ben Healy                                           | Tom Pidcock                                         |
| 2024 | Tom Pidcock                                         | Marc Hirschi                                        | Tiesj Benoot                                        |
| 2025 | Mattias Skejlmose                                   | Tadej Pogačar                                       | Remco Evenepoel                                     |

### Večkratni zmagovalci
| Zmage | Kolesar            | Edicija                      |
| ----- | ------------------ | ---------------------------- |
| 5     | Jan Raas           | 1977, 1978, 1979, 1980, 1982 |
| 4     | Philippe Gilbert   | 2010, 2011, 2014, 2017       |
| 2     | Eddy Merckx        | 1975                         |
| 2     | Gerrie Knetemann   | 1974, 1985                   |
| 2     | Rolf Järmann       | 1993, 1998                   |
| 2     | Enrico Gasparotto  | 2012, 2016                   |
| 2     | Michał Kwiatkowski | 2015, 2022                   |